# Ambrosina bassii
Ambrosina bassii L. – gatunek wieloletnich geofitów, należący do monotypowego rodzaju Ambrosina z plemienia Ambrosineae w rodzinie obrazkowatych, pochodzący ze środkowego i środkowo-zachodniego rejonu Morza Śródziemnego, zasiedlający lasy i zarośla położone na zboczach wapiennych wzgórz w północnej Algierii, południowych Włoszech oraz na Sardynii, Sycylii i południowej Korsyce.

## Morfologia
PokrójNiska roślina zielna o wysokości od 3,5 do 9,5 cm.
ŁodygaKłączasta bulwa o długości od 4 do 8 cm.
LiścieRoślina tworzy od 2 do 4 gładkich, rozwartych liści o długości od 2 do 4 cm, przylegających do podłoża.
KwiatyRoślina jednopienna. Pojedynczy kwiatostan, typu pseudancjum, składa się z położonej poziomo, przylegającej do podłoża pochwy okrywającej kolbę. Pochwa jest w kolorze zielonym z czerwono-purpurowymi plamami i kończy się wąskim, haczykowatym wierzchołkiem. Pokryta podobnymi do włosków strukturami gruczołowymi kolba jest przyczepiona do wewnętrznej ściany pochwy, tworząc dwie podłużne komory oddzielające kwiaty męskie (w dolnej komorze) od pojedynczego kwiatu żeńskiego w górnej, otwartej komorze. Kwiaty położone są po przeciwnych stronach kolby. Kwiat żeński składa się z jednego owocolistka; długa szyjka słupka jest położona zgodnie z kierunkiem osi kolby; w pojedynczej komorze zalążni słupka znajduje się wiele zalążków. Kwiaty męskie składają się z od 16 do 24 pylników, ułożonych w mniej więcej dwóch podłużnych rzędach. Na powierzchni pylników znajdują się kuliste twory, wyglądające jak struktury gruczołowe, o nieznanej funkcji. W okresie kwitnienia, w czasie zrzucania pyłku, dyskoidalne znamię słupka ściśle przylega do powierzchni kolby. Pyłek wydostaje się przez wąskie szczeliny w ścianie pochwy.
OwoceJagody. Nasiona zawierają elajosom, dzięki czemu są rozprzestrzeniane przez mrówki.

## Nazewnictwo
Toponimia nazwy naukowejNazwa łacińska rodzaju pochodzi od nazwiska włoskiego botanika Giacinto Ambrosini; nazwa gatunkowa została nadana na cześć włoskiego botanika Ferdinando Bassi.
Synonimy taksonomiczneAmbrosina nervosa (Lam.), Ambrosina maculata (Ucria), Ambrosina reticulata (Tineo), Ambrosina velutina (Blume ex Heynh.), Ambrosina bassii var. maculata (Nyman), Ambrosina bassii var. reticulata ((Tineo) Nyman), Ambrosina proboscidea (T.Durand & Schinz).